# MechWarrior 2: Mercenaries
MechWarrior 2: Mercenaries est un jeu vidéo de simulation de mecha développé et édité par Activision, sorti en 1996 sur DOS et Windows. Il s'agit d'une extension standalone de MechWarrior 2: 31st Century Combat.

## Accueil
- GameSpot : 8,5/10[1]